# 九龍巴士49M線
九龍巴士49M線是香港一條新界巴士路線，由九龍巴士（一九三三）有限公司營辦，於2023年3月19日起投入服務，循環來往青衣（青富苑）及青衣站，途經長青邨、翠怡花園及青敬路，全程收費為$4.5。

## 歷史
運輸署在《2021－2022年度葵青區巴士路線計劃》中，建議開辦一條新巴士服務，全日循環來往青衣路及青衣站，途經長青邨（青桃樓）、翠怡花園及青敬路，以配合青衣南部的人口發展，提供較直接往返青衣站之鐵路接駁服務，並以招標的形式遴選營辦商。
2022年12月，運輸署宣佈把此路線的專營權批予九巴，編號定為49M。隨着青衣南部的青富苑於2023年3月陸續入伙，此路線於同月19日投入服務。同年5月2日起，此路線延長服務時間為06:30至23:00；9月3日起再度延長服務時間至06:00至00:00。2024年11月3日：往青富苑方向增停青衣路「青富商場」站。

## 服務時間及班次
49M線所有班次皆於青衣（青富苑）開出，以下服務時間及班次資訊以最近一次更新時為准。
| 青衣（青富苑）開     | 青衣（青富苑）開 | 青衣（青富苑）開 |
| 日期                 | 服務時間         | 班次（分鐘）     |
| -------------------- | ---------------- | ---------------- |
| 星期一至五           | 06:00－07:00     | 30               |
| 星期一至五           | 07:00－08:00     | 20               |
| 星期一至五           | 08:00－12:00     | 30               |
| 星期一至五           | 12:00－15:00     | 60               |
| 星期一至五           | 15:00－18:00     | 30               |
| 星期一至五           | 18:00－19:00     | 20               |
| 星期一至五           | 19:00－22:00     | 30               |
| 星期一至五           | 22:00－00:00     | 60               |
| 星期六、日及公眾假期 | 06:00－08:00     | 60               |
| 星期六、日及公眾假期 | 08:00－22:00     | 30               |
| 星期六、日及公眾假期 | 22:00－00:00     | 60               |

## 收費
49M線全程收費為$4.5，並不設任何分段收費。
49M線設有12歲以下小童及65歲或以上長者半價優惠，當中60歲－64歲香港居民、65歲或以上長者與合資格殘疾人士如以指定八達通繳付此線的車資，均可享有長者及合資格殘疾人士公共交通票價優惠計劃提供的$2票價優惠。乘客登車時需以現金或八達通卡繳付車資，不設找贖；而每位成人乘客可免費帶同最多兩名四歲以下而且不佔座位的兒童乘車。此外，乘客亦可透過多元化電子支付系統（e度嘟）繳付車資，乘客使用此付款方式不能享有與非九巴／龍運路線之轉乘優惠，亦不能享有「公共交通費用補貼計劃」及「長者及合資格殘疾人士乘車優惠計劃」。逢星期日，每兩名繳付成人車費的乘客，可攜同一名12歲以下小童或65歲或以上長者免費乘車；而每名攜同合資格殘疾人士登車並以現金繳付車資的乘客，亦可享半價優惠。
此外，乘客凡以同一張八達通卡於同一星期內乘搭此路線滿十程，可在指定日期內於青衣站巴士總站顧客服務中心免費換領此路線單程車票一張，相關優惠只適用於繳付全程車費之成人及學生八達通使用者；而乘客亦可以九折優惠價於相關顧客服務中心購買十張此路線單程成人車票。

## 行車路線
49M線由青衣（青富苑）開出的班次途經青衣路、青衣鄉事會路、青敬路、青衣站公共運輸交匯處、青敬路、青衣鄉事會路及青衣路，具體停站請參考資訊框。

## 使用車輛
本線開辦時，九巴安排一輛原「紅巴2.0」富豪B9TL 12米（AVG3／VT4112）作為本路線用車；但為符合路線招標時之用車要求，九巴特意從屯門車廠調派兩部附設雙輪椅泊位的富豪B8L 12.8米（V6X）到青衣車廠。其中一部上掛本線，另一部（V6X119／YC4270）作為本線後備用車。
| 車隊編號 | 車牌   |
| -------- | ------ |
| V6X117   | YC2753 |